# QF 3-pounder Vickers
QF 3-pounder Vickers (на английски: Скорострелно 3-фунтово оръдие) е скорострелно корабно оръдие с калибър 47 mm производство на оръжейната компания „Vickers“. Към онова време в британския флот класификацията на малокалибрените оръдия се прави според масата на снаряда. Оттук и названието „3-фунтово“, тъй като масата на снаряда съставлява около 3 фунта (1,4 кг). Започва да се експлоатира примерно през 1900 г. Поставяно е на корабите от ВМФ на Великобритания по време на Първата световна война. По мощ и скорострелност превъзхожда своя 3-фунтов предшественик производство на „Hotchkiss“. За стрелба използва снарядите 47×360mmR c взривно вещество тип тринитрофенол, използвани и от „Hotckiss“.

## Производство и употреба
Производството на първите оръдия започва през 1904 г. Кралските ВМС на Великобритания закупува 154 зенитни оръдия, които са поставяни както на малки кораби (монитори), така и на линкори за борба с вражеските миноносци. На линкорите се поставят до 4 такива оръдия, но най-често те са използвани като салютни. През 1905 г. серийното им производство започва в заводите на Vickers: към 1936 г., когато производството е прекратено, са произведени 600 такива оръдия. Към 1911 г. на въоръжение състоят 193 оръдия, които стават стандарт за зенитната артилерия към 1915 г. Въпреки това, по време на Първата световна война тези оръдия са признати за неефективни и са свалени от ред кораби.
В послевоенните годите са поставяни на малки кораби и на речни съдове. Към 1927 г. като минимум 62 оръдия са преоборудвани в наземни зенитни оръдия, използвани и по време на Втората световна война. С цел експеримент едно такова оръдие даже е поставено на опитен образец на тежкия танк A1E1 „Independent“.

### Кораби на ВМС на Великобритания
3-фунтовото оръдие Vickers е поставяно на следните кораби от британския флот:
- Линейни кораби тип „Белерофонт“ (замяна на 3-фунтовите оръдия „Hotckiss“)
- Линейни кораби тип „Сейнт Винсент“ (при построяването)
- HMS Neptune (1909) (при построяването)
- Линейни кораби тип „Колосус“ (при построяването)
- Линейни кораби тип „Орион“ (при построяването)
- Линейни кораби тип „Кинг Джордж V“ (при построяването)
- Линейни кораби тип „Айрън Дюк“ (при построяването)
- HMS Erin
- HMS Canada
- Линейни кораби тип „Куин Елизабет“ (салютни оръдия)
- Линейни кораби тип „Ривендж“ (салютни оръдия)
- Бронепалубни крайцери тип „Уеймът“
- Крайцери скаути тип „Бодицея“
- Крайцери скаути тип „Блонд“
- Крайцери скаути тип „Актив“
- Шлюпове тип „Флаур“